# Гел (митологија)
Гел (грч. Γέλως) је у грчкој митологији био демон, односно божанство смеха.

## Митологија
Родитељи овог демона нигде нису били наведени. Филострат је поменуо Гела као пратиоца бога Диониса.

## Култ
Римски писац Апулије је описао фестивал овог бога који се светковао у Тесалији. Међутим, нејасно је да ли је такав празник заиста постојао или га је писац измислио. Према његовом писању, дан пре тога су се људи припремали за овај празник; пили и наздрављали у част бога. Овај празник је, наводно, успостављен у раним данима овог града и Тесалци су се хвалили како су једини људи који су славили овог бога. У то име, смишљали су шале и забаву, посебно на рачун странаца. На сам дан, парадирали су улицама, збијали шале и смејали се.